# Markthalle (Lagrasse)

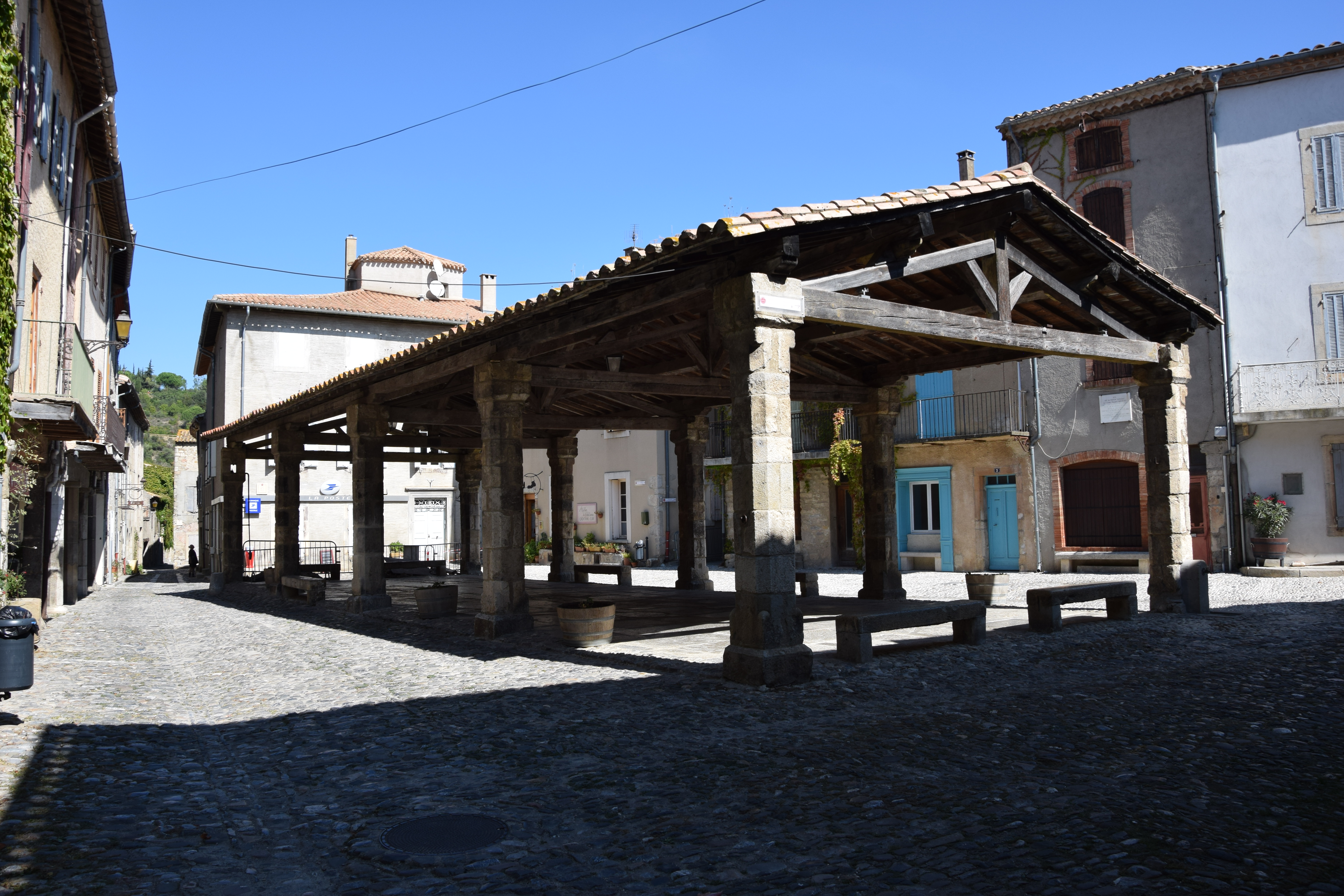
Markthalle in Lagrasse

Die Markthalle in Lagrasse, einer französischen Gemeinde im Département Aude in der Region Okzitanien, wurde Anfang des 14. Jahrhunderts errichtet. Die Markthalle an der Rue de deux Ponts steht seit 1937 als Monument historique auf der Liste der Baudenkmäler in Frankreich.
Das Gebäude besteht aus einer offenen Holzkonstruktion mit zehn steinernen Pfeilern und einem Satteldach.